# Fritz von Opel

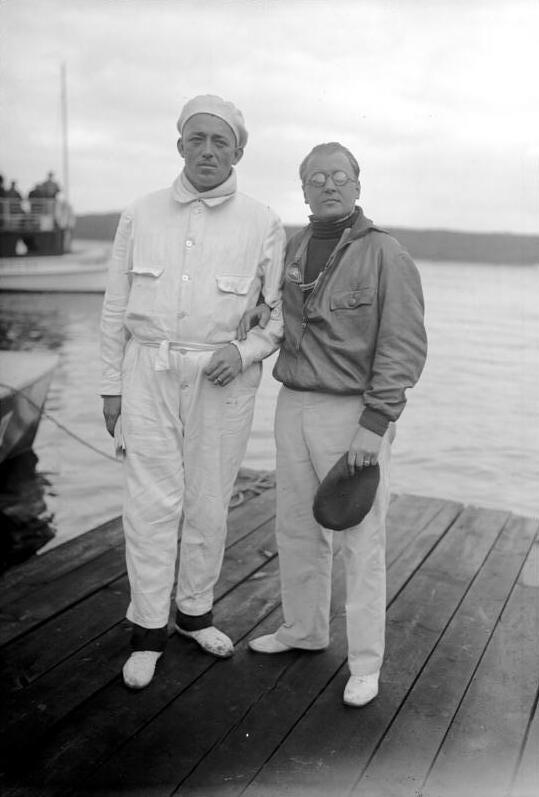
Fritz von Opel (jobbra) a francia François Sigranddal egy motorcsónakversenyen, a Templin-tavon 1928 júniusában

Friedrich Hermann Adam „Fritz” Opel (1917-től von Opel, Rüsselsheim, 1899. május 4. – Samedan, Svájc, 1971. április 8.) német iparos, rakétaúttörő, autóversenyző az Opel családból. Beceneve „Rakéta Fritz” volt.

## Élete
Fritz von Opel Adam Opel unokája és Wilhelm von Opel fia volt. Nővére Elinor von Opel volt, unokatestvére, Georg von Opel. Amikor 1917-ben apját, Wilhelmet örökletes nemességbe emelték, utódait is nemesítették, ezáltal jogosultak voltak a cím használatára.
Fritz von Opel a Darmstadti Műszaki Főiskolán tanult, és kezdetben az Adam Opel AG tesztmenedzsere lett. 1929-ben feleségül vette Margot Löwensteint, az 1947-es válás után Emita Herrán Olozagát, Rafael Bernando Herrán Echeverri diplomata és felesége, Lucia leányát. E házasságból két gyermek, Frederick von Opel (Rikky, 1947), valamint Marie Christine von Opel (Putzi, 1951–2006) született.

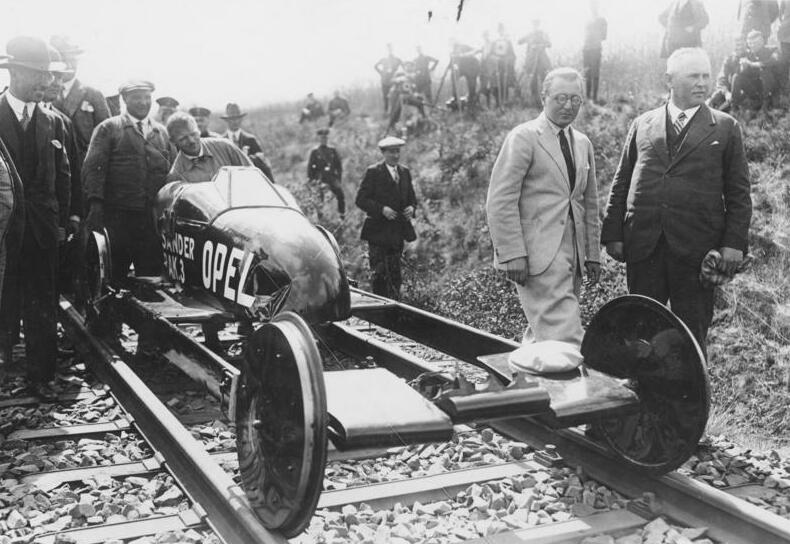
RAK.3 típusú rakétameghajtású sínautója, 1928

Max Valierrel és Friedrich Wilhelm Sanderrel közösen egy rakétameghajtású versenyautót épített (Opel-Sander-Rakwagen 1), a jármű 1928. április 23-án elérte a 138 km/h-s sebességet a rüsselsheimi házon belüli versenypályán. Ugyanezen év május 23-án Fritz von Opel a berlini AVUS-on bemutatta az Opel Sander Rakwagen-2-nel 238 km/h-s sebességrekordot állított fel
Június 23-án a pilóta nélküli RAK.3-mal 254 km/h-val felállította a vasúti járművek rekordját is egy holt egyenes vasútvonalon, a Burgwedel közelében található Hannover–Hamburg nagysebességű vasútvonal mellett.

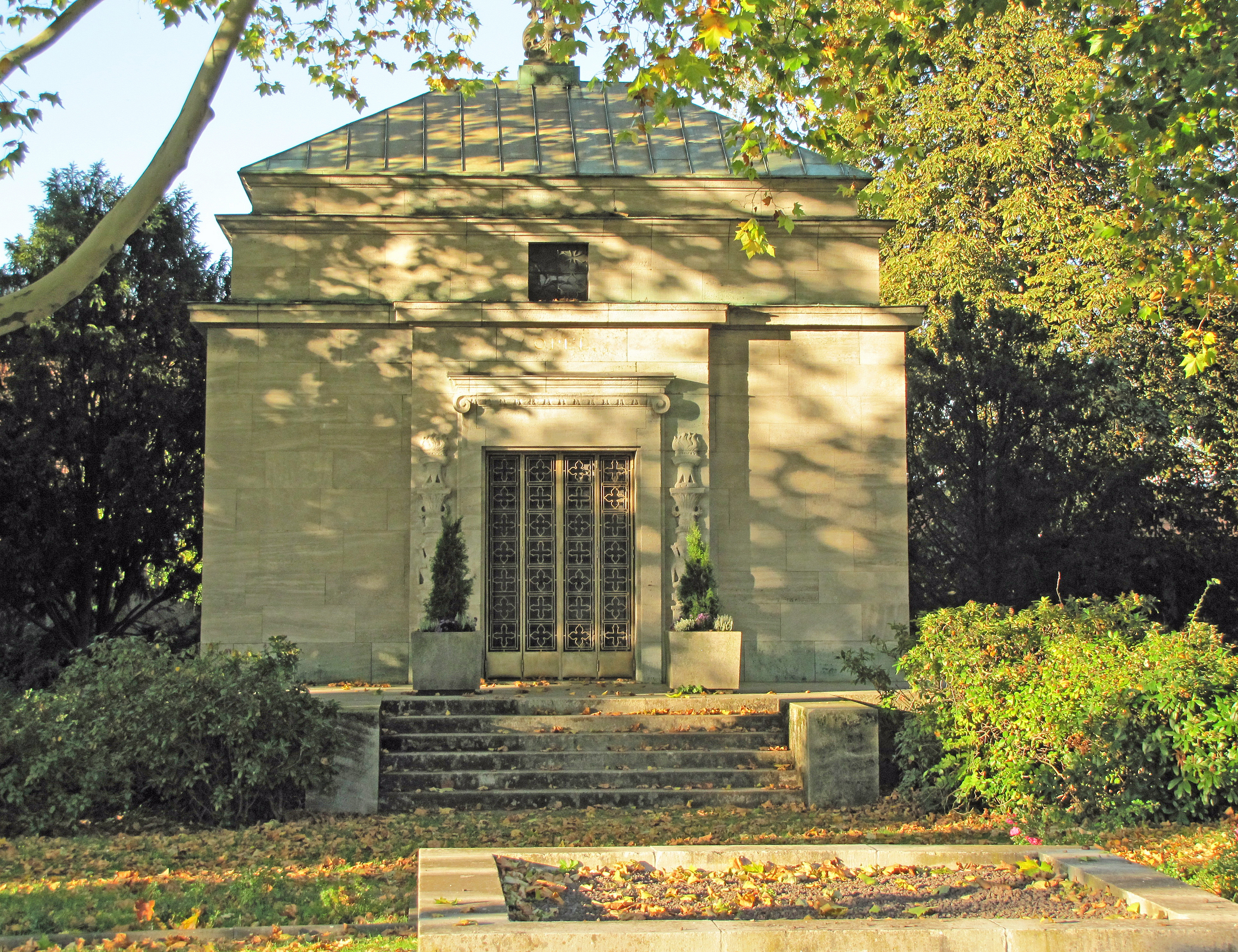
Az Opel-mauzóleum Rüsselsheim am Mainban

Fritz von Opel már megtette az első pilóta nélküli rakétarepülést is. 1928. június 11-én egy szilárd rakétákkal ellátott Lippisch-kacsa finanszírozásával. Erre építve az Opel vállalt 1929. szeptember 30-ra újabb pilóta rakétarepülést a frankfurti Rebstock repülőtéren. A repülőgép-tervező, Julius Hatry erre a célra kifejlesztett egy magas szárnyú repülőgépet kettős farokkal. Ez a világon az első repülőgép, amelyet kifejezetten rakétameghajtásra gyártottak. Az Opel-Sander RAK.1 rakétarepülőgép 20-30 méteres magasságot ért el, és csaknem két kilométert tett meg 80 másodperc alatt. Azonban baleset történt leszállás közben, amelyet Opel sértetlenül túlélt. Ennek eredményeként nem volt több rakétakísérlet.
Opel verseket is írt. 1968-ban kiadott egy kötetet az Árnyékok és a fény között a Limes-Verlagban. Dolores Mertens verseit is megzenésítette egy lemez erejéig.
Fritz von Opel 1971. április 8-án, 71 éves korában a svájci Samedanban hunyt el, és a Rüsselsheim am Main-i Opel-mauzóleumban temették el.

## Kitüntetése
- 1962: a TH Darmstadt tiszteletbeli szenátora

## Fordítás
Ez a szócikk részben vagy egészben  a   Fritz von Opel című német Wikipédia-szócikk ezen változatának fordításán alapul.  Az eredeti cikk szerkesztőit annak laptörténete sorolja fel. Ez a jelzés csupán a megfogalmazás eredetét és a szerzői jogokat jelzi, nem szolgál a cikkben szereplő információk forrásmegjelöléseként.